# Alexeter lucens
Alexeter lucens är en stekelart som först beskrevs av Léon Abel Provancher 1874.  Alexeter lucens ingår i släktet Alexeter och familjen brokparasitsteklar. Inga underarter finns listade i Catalogue of Life.